# Dibunostoma expansum
Dibunostoma expansum är en mossdjursart som först beskrevs av Levinsen 1909.  Dibunostoma expansum ingår i släktet Dibunostoma och familjen Thalamoporellidae. Inga underarter finns listade i Catalogue of Life.